# Ли Чжигай
Ли Чжигай (кит. трад. 李智凯, упр. 李智凱, пиньинь Lǐ Zhìkǎi, Уэйд-Джайлз Li3 Chih4k'ai3, в российских СМИ также известен как Ли Чи-Кай; род. 3 апреля 1996, уезд Илань) — тайваньский гимнаст, представляющий на международных соревнованиях Китайский Тайбэй. Специализируется в упражнении на коне. Серебряный призёр Олимпийских игр, серебряный и бронзовый призёр чемпионатов мира, чемпион Азиатских игр и чемпионата Азии, двукратный чемпион летней Универсиады.

## Биография
Ли Чжигай родился 3 апреля 1996 года в городе Илань.
Там же впервые стал заниматься спортом во время обучения в начальной школе. Его семья продавала овощи на рынке, и Ли Чжигай начал изучать базовые гимнастические упражнения, чтобы привлекать внимание покупателей рядом с прилавком родителей. По воспоминаниям гимнаста, он выполнял простейшие упражнения, такие как стойку на руках и перевороты.
Чжигай владеет мандаринским языком. Имеет высшее образование в Национальном спортивном университете Тайваня.

## Карьера

### С 2014 по 2016 годы
В 2014 году Ли Чжигай принял участие на чемпионате мира в Наньнине. В квалификации тайваньский спортсмен показал результат 14,366 балла на вольных упражнениях (88-е место), 14,166 на коне (53-е место), 13,700 на кольцах (130-е место), 14,833 в опорном прыжке (38-е место), 13,800 на параллельных брусьях (115-е место) и 13,100 на перекладине (122-е место). В квалификации к абсолютному первенству с суммой 83,965 балла Чжигай занял 45-ю позицию и завершил соревнования. Также не прошла квалификацию сборная Китайского Тайбэя, которая набрала 327,810 балла и стала 24-й.
В следующем году на чемпионате мира в Глазго Чжигай вновь выступил на всех снарядах, став на вольных упражнениях 28-м (14,600), на коне 22-м (14,566), на кольцах 175-м (12,933), на опорном прыжке 62-м (14,566 со штрафом 0,3 балла), на параллельных брусьях 52-м (14,733) и на перекладине 155-м (12,933). Общая сумма 84,331 балла позволила ему занять лишь 42-е место, и он не прошёл ни в один финал. Также завершила выступления в квалификации ставшая 23-й сборная Китайского Тайбэя.
В 2016 году Ли Чжигай принял участие на Кубке Вызова в Анадии, где занял 5-е место в опорном прыжке, а также участвовал в квалификации на вольных упражнениях (21-е место) и коне (20-е место). Тайваньский спортсмен прошёл квалификацию на летние Олимпийские игры в Рио-де-Жанейро в дисциплине конь. Он занял 31-е место в квалификации с результатом 14,266 и не попал в финал.

### 2017 год
В марте 2017 года выступил на Кубке мира в Дохе, где не сумел выйти ни в один финал, став 14-м на кольцах с результатом 12,733, 11-м на коне (12,366), 26-м на параллельных брусьях (10,533) и перекладине (11,300). В сентябре он принял участие на Кубке Вызова в Париже, где стал в квалификации 40-м в вольных упражнениях (11,500), 13-м на коне с оценкой 13,850 и сложностью 6,0, 18-м на опорном прыжке с общей оценкой 13,600 и 30-м на параллельных брусьях с оценкой 12,550.
На домашней Универсиаде в Тайбэе Ли Чжигай завоевал золотую медаль на коне. За упражнение он получил 15,300 балла, опередив Олега Верняева из Украины.
На чемпионате Азии в Бангкоке Чжигай занял седьмое место в абсолютном первенстве и стал четвёртым в команде. На отдельных видах он занял 25-е место в вольных упражнениях, 13-е на перекладине, 34-е на параллельных брусьях, 10-е на коне и 21-е на кольцах.

### 2018 год
На Кубке мира в Баку Ли Чжигай завоевал серебро на коне с результатом 14,766. Этот результат оказался слабее собственного в квалификации (14,866). Лучше него оказался только китаец Вэнь Хао. При этом по сложности (6,0) Ли уступил также японцу Такааки Сугино и иранцу Саидрезе Кейха. Чжигай также вышел в финал на параллельных брусьях, где стал последним с результатом 11,866, выступив хуже, чем в квалификации (13,933) Он также участвовал в квалификации вольных упражнений, став 22-м (12,666).
На Кубке мира в Дохе Чжигай повторил своё достижение, завоевав серебро на коне с результатом 14,800 балла. При этом в квалификации гимнаст получил 15,200 балла (за исполнение — 9,200). Победитель Цзоу Цзинъюань из Китая в финале обошёл Ли на 0,3 балла. Чжигай также выступал в финале вольных упражнений, став пятым (13,766) и в опорном прыжке, где стал шестым (14,166). На этих снарядах в квалификации его результаты составили 14,233 и 14,249, соответственно.
В мае на Кубке вызова в Осиеке Чжигай вновь выиграл квалификацию с результатом 15,000 балла, а в финале улучшил результат до 15,333 (при этом он повысил сложность с 6,0 до 6,3) и завоевал золотую медаль. На вольных упражнениях тайваньский спортсмен стал шестым в квалификации (14,233), а в финале поднялся на четвёртое место, несмотря на более слабый балл (14,200). На опорном прыжке Чжигай также занял шестое место в квалификации (14,267), а в финале улучшил балл до 14,283 и стал четвёртым.
В августе Ли Чжигай выступил на Азиатских играх в Джакарте, где завоевал золотую медаль на коне с результатом 15,400 в финале (сложность 6,3 и исполнение 9,1). Он обошёл Цзоу Циньъюаня на 0,3 балла. Ли Чжигай также стал четвёртым в команде и на вольных упражнениях, пятым в финале абсолютного первенства с суммой 81,900 балла, шестым на параллельных брусьях (в финале), 13-м в опорном прыжке, 26-м на кольцах и 48-м на перекладине (на этих видах он не прошёл квалификацию).
На чемпионате мира 2018 года в Дохе Ли Чжигай в квалификации абсолютного первенства занял лишь 88-е место, но при этом стал 8-м на коне и попал в финал на отдельных видах с результатом 13,700. На других видах в квалификации Чжигай занял 33-е место с результатом 13,933 на вольных упражнениях, 193-е на кольцах (5,900), 32-е в опорном прыжке (14,366), 138-е на параллельных брусьях (12,600) и 88-е на перекладине (12,600). Сборная Китайского Тайбэя заняла 17-е место в квалификации командного турнира. В личном финале на коне Чжигай завоевал свою первую бронзовую медаль. Сложность его программы составила 6,3 балла, за исполнение он получил 8,666 балла. Его общий балл 14,966 превзошли только китаец Сяо Жотэн и британец Макс Уитлок.
Ли Чжигай принял участие в Кубке мира в Котбусе, который входит в программу квалификационного отбора на Олимпийские игры в Токио. В соревнованиях на коне в квалификации он занял третье место, показав сложность 6,0 и получив за исполнение 8,791. В финале он увеличил сложность до 6,5 и исполнил упражнение чище — 9,008, с общей оценкой 15,508 завоевав золото.

### 2019 год
В феврале на Кубке мира в Мельбурне, который входит в квалификационную программу на Олимпиаду, Чжигай стал вторым в квалификации (сложность 6,2 и исполнение 8,7). В финале он усилил сложность до 6,5 и смог завоевать золото, обойдя Вэнь Хао лишь на 0,033 балла. На другом квалификационном Кубке мира в Баку ему удача не улыбнулась, Чжигай набрал в квалификации лишь 11,533 балла и стал 30-м. В Дохе он не допустил ошибок, став первым и в квалификации на коне (15,166), и в финале (15,400 со сложностью 6,5).
На Кубке вызова в Париже в сентябре Чжигай стал лишь седьмым в финале на коне, допустив ошибку и набрав всего 12,350 балла. В квалификации на этом виде он был первым с результатом 15,350. Также Чжигай стал десятым в квалификации вольных упражнений (14,200), 21-м на параллельных брусьях (13,300) и 34-м на перекладине (11,500).
На чемпионате Азии в Улан-Баторе в июне 2019 года Чжигай завоевал золото в абсолютном первенстве и стал третьим в команде. Он также вышел в финалы на вольных упражнениях и коне, где занял пятое и шестое места, соответственно. При этом на коне он не сумел добрать до своей рекордной сложности, показав 6,2, а также получил сравнительно низкий балл за исполнение — 7,8. На вольных упражнениях Чжигай показал сложность 5,8 и за исполнение получил 8,467 балла.
На летней Универсиаде в Неаполе Ли Чжигай стал двукратным чемпионом на коне, получив за упражнение 15,400 балла. На этом турнире он также завоевал бронзу в абсолютном первенстве (83,950).
На чемпионате мира в Штутгарте Ли Чжигай впервые в карьере прошёл в финал в абсолютном первенстве, заняв седьмое место в квалификации с 84,481 баллом. В финале он показал более слабый результат — 83,798, став двенадцатым, при этом он выиграл соревнования на коне (15,000), стал шестым на вольных упражнениях (14,300), девятым в опорном прыжке (14,366), семнадцатым на перекладине (13,100) и двадцатым на кольцах (13,166) и параллельных брусьях (13,866). Также в финал попала сборная Китайского Тайбэя с восьмого места, а в финале поднялась на шестое. Чжигай прошёл в единственный финал в отдельных видах (на коне), где занял второе место, уступив только Максу Уитлоку, показавшему упражнение сложности 7,0 (у Чжигая — 6,5). Несмотря на это тайваньский спортсмен уступил британцу всего 0,067 балла, завоевав вторую медаль чемпионатов мира подряд.

### 2020 год
В марте 2020 года Чжигай принял участие на Кубке мира в США, где проходил отбор в абсолютном первенстве на Олимпиаду. Соревнования сразу проходили в формате финальных. Чжигай сумел занять восьмое место с результатом 80,606 балла на шести снарядах.
13 марта на Кубке мира в Баку гимнаст стал лишь 30-м на параллельных брусьях. Спортсмен получил всего 10,866 балла и занял 28-е место в квалификации. Финалы на турнире не состоялись, так как турнир отменили из-за начавшейся пандемии коронавируса.

### 2021 год

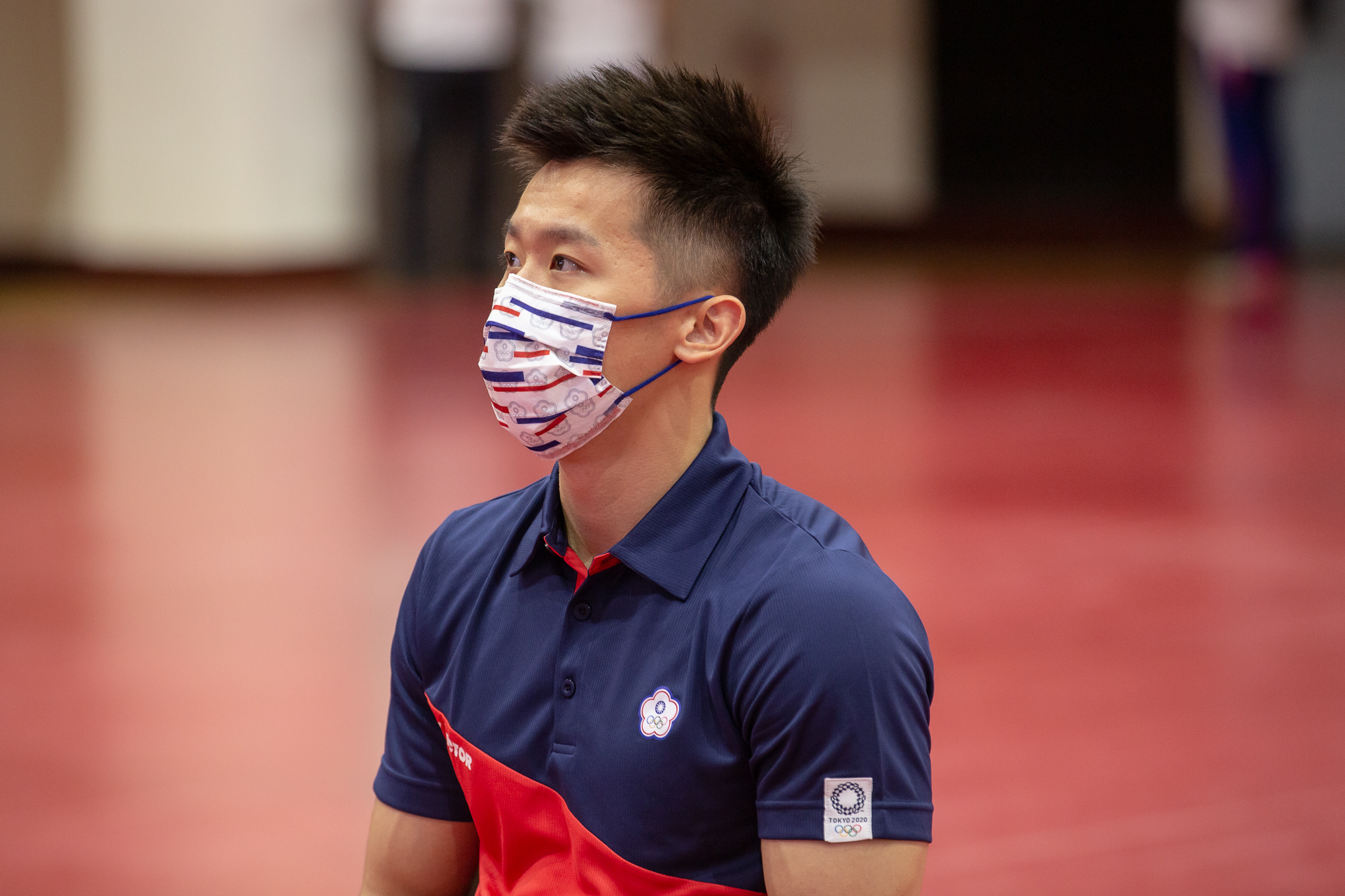
Ли Чжигай в 2021 году

В квалификации на Олимпийских играх Ли Чжигай занял семнадцатое место в абсолютном первенстве с суммой 84,332 балла и вышел в финал, при этом показав лучший результат на коне (15,266), попав в финал в отдельных видах.
28 июля в финале абсолютного первенства Чжигай занял 21-е место, неудачно выступив на коне — всего 12,666 балла и 22-е место среди 24 финалистов. За шесть снарядов он получил 80,699 балла, уступив победителю более 8 баллов.
1 августа 2021 года Ли Чжигай выступил в олимпийском финале на коне. Он исполнял упражнение со сложностью 6,7, что уступало только Максу Уитлоку из Великобритании на 0,3 балла. Чжигай показал лучшее исполнение, получив 8,7 балла во второй оценке, но в сумме уступил Уитлоку 0,183 балла и стал серебряным призёром Олимпиады.

## Вне спорта
Ли Чжигай во время обучения в начальной школе снялся в фильме «Прыгай, мальчик!» (кит. 翻滾吧！男孩), в котором рассказывалось о группе детей, которых тренер привёл к победе на национальном уровне. Спустя десять лет Чжигай снялся в новом фильме под названием «Прыгай, мужчина!» (翻滾吧！男人), который был выпущен в 2017 году. При этом после завоевания золотой медали на домашней Универсиады, кадры соревнований также вошли в фильм.